# Москополе
Москополе (на албански: Voskopjë или Voskopoja, Воскопоя, на арумънски: Moscopole и  Moscopolea, на гръцки: Μοσχόπολη) е стар град, днес малко планинско село със 700 души население (2000 г.), занимаващо се главно със скотовъдство, говорещо на арумънски и албански.

## География
Селището се намира на 21 километра западно от Корча, в планината Островица в Южна Албания, на 1160 m надморска височина.

### Население
• 1750: 45 000
• 1788: 50 000 – 60 000
• 2000: 700

## История
Първото писмено свидетелство за града е от около 1300 г. В началото на 15 в., когато е завладян от османците, тук се преселват армъни, които търгуват с Венеция, Дубровник, Лайпциг и Цариград. Грамощенци и москополци, като част от армъните, които живеят уседнало в градовете и се занимават със занаяти и търговия, добиват известност сред съседите с названието „цинцари“
През 17 и 18 век Москополе е бил в цветущо състояние с 60 – 80 хилядно население, около 20 до 26 хубави църкви, като градът се превръща в регионално книжовно средище. В основаната към 1730 година печатница се издава религиозна литература и учебници на гръцки. Основаната през 1744 година гимназия през 1744 година е преобразувана в Нова академия, в която се преподава на гръцки и която привлича ученици от целите Западни Балкани. В 1770 в Москополе се печата първият речник на съвременните езици албански, армънски и гръцки, част от учебника „Протопирия“ на директора на Новата академия Теодорос Кавалиотис. През 1794 година неговият наследник на този пост Даниил Москополец издава четириезичния речник (на гръцки, армънски, албански и български) „Уводно обучение“, целящ да подпомогне изучаването на преобладаващия в книгоиздаването гръцки от армъни, албанци и българи.
Йоасаф II Охридски, охридски архиепископ и патриарх от 1719 до 1745 година, е роден в Москополе. По негова повеля печатницата в Москополе за първи път отпечатва „Аколутия“, тоест Служба, на Свети Седмочисленици. Там Седмочислениците са възвеличани като „спасение за българите“, „стълбове и равноапостолни пастири на България“. За пръв път житието и службата на св. Наум Охридски се печата също там (на гръцки) през 1740 г., с посвещение на архиепископ Йоасаф.
Средствата за възстановяването на големия манастир „Рождество Богородично“ в Арденица, разрушен през 17 век от земетресение и пожар, са събрани от видни граждани от Москополе (1743).
В периода 1740 – 1769 година Москополе и известно из цялата Османска империя и Европа, като „Новата Атина“ и Новата Мистра".
Но когато Али Паша Тепеделенски се укрепил и разпрострял властта си над Тесалия, Епир и Албания, Москополе бил съсипан и населението му ограбено – няколко пъти между 1769 година и 1788 година и накрая през 1816 година. Някои от армъните, от различни градове в Македония, Москополе и други селища, се заселили в България още в началото на XIX век – колонии се появяват в градовете Мелник, Горна Джумая, Дупница, Татар Пазарджик, Пловдив, Станимака, Пещера, Стара Загора. При масовото гонене на селяните от Костурско и Корчанско от страна на Али паша и кърджалиите, и при емигриране на населението от Македония към Южна и Североизточна България, историците особено споменават град Москополе.
Александър Синве („Les Grecs de l’Empire Ottoman. Etude Statistique et Ethnographique“) в 1878 година пише, че в Москополис (Moscopolis), Корчанска епархия, живеят 1476 гърци.
На Етнографската карта на Битолския вилает на Картографския институт в София от 1901 година Москопо е чисто влашко село в Корчанската каза на Корчанския санджак с 245 къщи.

## Забележителности
Пет църкви са съхранени напълно: „Свети Николай“ / Shen Kolli (1722), „Света Богородица“ / Shen Meria (1712) – една от най-големите църкви в Албания, Св. Михаил / Shen Mehilli (1722), Св. Илия и Св. Атанасий / Shen Thanasi (1724). На изток, недалече от селището, стои на хълма най-старата църква – Св. Йоанн Кръстител (1632) със стенописи от 17 в.